# Siparunaceae
Siparunaceae Schodde, 1970 è una famiglia di piante angiosperme magnoliidi dell'ordine Laurales.

## Tassonomia
La famiglia comprende i seguenti generi:
- Glossocalyx Benth. (1 specie)
- Siparuna Aubl. (53 spp.)